# Tadeusz Nastarowicz
Tadeusz Nastarowicz (ur. 25 września 1973 w Pabianicach) – generał brygady Wojska Polskiego; dowódca 2 Lubelskiej Brygady Obrony Terytorialnej (2016–2022); od 6 grudnia 2022 dowódca 21 Brygady Strzelców Podhalańskich.

## Życiorys
Tadeusz Nastarowicz urodził się 25 września 1973 w Pabianicach.

### Wykształcenie
Absolwent Wyższej Szkoły Oficerskiej im. Tadeusza Kościuszki we Wrocławiu (1997); studia magisterskie w Akademii Obrony Narodowej w Warszawie (2006); Wyższa Szkoła Oficerska Wojsk Lądowych – Kurs Specjalistyczny oficerów dowództw i sztabów jednostek i instytucji wojskowych (2007); studia podyplomowe w Akademii Podlaskiej w Siedlcach, (2008); Kurs doskonalenia pedagogicznego dla dowódców batalionów w Wojskowym Centrum Edukacji Obywatelskiej (2010); Kurs operacyjno – taktyczny o profilu dowódczym w Akademii Obrony Narodowej (2011); Podyplomowe Studia Polityki Obronnej w Akademii Sztuki Wojennej (2020).

### Służba wojskowa
Tadeusz Nastarowicz we wrześniu 1993 podjął studia wojskowe jako podchorąży w Wyższej Szkole Oficerskiej Wojsk Zmechanizowanych, które ukończył w 1997 w Wyższej Szkole Oficerskiej im. Tadeusza Kościuszki uzyskując dyplom inżyniera – dowódcy. W sierpniu tego roku był promowany na pierwszy stopień oficerski – podporucznika. W październiku 1997 został skierowany do Orzysza, gdzie objął pierwsze stanowisko służbowe dowódcy plutonu w 4 Brygadzie Kawalerii Pancernej. W latach 2000–2008 pełnił służbę na stanowisku dowódcy kompanii w wielonarodowym polsko-litewskim batalionie. W latach 2003–2004 brał udział w misji PKW UNDOF w Syrii jako dowódca kompanii. W latach 2008–2012 był zastępcą dowódcy batalionu kolejno: 3 batalion rozpoznawczy (2008–2011), w 9 Brygadzie Kawalerii Pancernej (2011) oraz w 15 Brygadzie Zmechanizowanej (2011–2012). W latach 2012–2016 w Zamościu zajmował stanowisko dowódcy 3 batalionu zmechanizowanego. 1 sierpnia 2016 objął funkcję dowódcy 2 Lubelskiej Brygady Obrony Terytorialnej, którym był do 29 listopada 2022. 21 listopada 2022 minister obrony narodowej Mariusz Błaszczak wyznaczył go na nowe stanowisko w Rzeszowie, gdzie 6 grudnia 2022 objął stanowisko dowódcy 21 Brygady Strzelców Podhalańskich. 14 sierpnia 2023 prezydent RP Andrzej Duda mianował go na stopień generała brygady.

## Awanse[1][7]
- podporucznik – 1997
- porucznik – 2000
- kapitan – 2003
- major – 2008
- podpułkownik – 2012
- pułkownik – 2016
- generał brygady – 14 sierpnia 2023[6]

## Ordery, odznaczenia i wyróżnienia[7]
- Srebrny Medal za Długoletnią Służbę – 2020

- Srebrny Medal „Za Zasługi dla Obronności Kraju” – 2018
- Brązowy Medal „Za Zasługi dla Obronności Kraju” – 2015
- Srebrny Medal „Siły Zbrojne w Służbie Ojczyzny” – 2013
- Brązowy Medal „Siły Zbrojne w Służbie Ojczyzny” – 2010
- Odznaka Za Zasługi w Pracy Penitencjarnej – III stopnia – 2019
- Medal „Za zasługi dla Światowego Związku Żołnierzy AK” – 2013
- Medal „Za Zasługi dla Pożarnictwa” – 2014
- tytuł honorowy "Zasłużony Żołnierz RP" II stopnia – 2014
- Odznaka Honorowa Wojsk Lądowych
- Kordzik Honorowy SZ WP – 2023
- Odznaka pamiątkowa 3 Podkarpackiej Brygady Obrony Terytorialnej – 2016 (ex officio)
- Odznaka pamiątkowa 21 Brygady Strzelców Podhalańskich – 2022 (ex officio)
- Odznaka Skoczka Spadochronowego Wojsk Powietrznodesantowych – 1995
- Wojskowa Odznaka Sprawności Fizycznej I stopnia – 1997